# Henriette-Julie de Castelnau de Murat
Pour les articles homonymes, voir Murat.
Henriette-Julie de Castelnau, comtesse de Murat, née à Brest (Bretagne) en 1670 et morte le 29 septembre 1716 au château de la Buzardière (Maine), est une romancière, conteuse et femme de lettres française.
Elle a surtout participé, avec des qualités littéraires certaines et une profonde originalité, à la mode des contes de fées qui émerge en 1690 à la suite de la publication du conte sans titre intégré dans le premier roman à succès de Marie-Catherine d'Aulnoy : Histoire d'Hypolite, comte de Duglas, et qui se poursuit jusqu'à la fin du XVIIIe siècle.
Autrice revendiquant la création de ses contes, intervenant directement dans le récit en tant que narratrice, maîtrisant les lois du genre tout en sachant les manipuler pour s'en émanciper, et ayant trouvé un support intéressant pour exprimer ses conceptions de l'amour sur un ton badin, Henriette-Julie de Castelnau de Murat, célèbre en son temps pour ses contes merveilleux, mérite assurément une redécouverte pour le plus grand plaisir des petits et des grands.

## Biographie

### De nobles origines
Issue de la noblesse d'épée, Henriette-Julie est née de l'union du marquis Michel de Castelnau, gouverneur de Brest et fils de l'illustre maréchal de France Jacques de Castelnau, et de Louise-Marie Foucault de Daugnon, elle-même fille du maréchal de France Louis de Foucault de Saint-Germain Beaupré.
Le 2 décembre 1672, son père trépasse à la suite d'une blessure reçue lors d'une attaque des troupes royales près d'Utrecht lors de la première année de la Guerre de Hollande. Sa jeune fille, alors âgée de deux ans, hérite du marquisat de Castelnau. C'est à ce moment que l'on perd la trace de la jeunesse d'Henriette-Julie.
Elle séjourne peut-être avec sa mère dans sa famille paternelle présente dans la région parisienne si l'on en croit certaines lettres de la marquise de Sévigné. De même, elle vit peut-être dans sa famille maternelle dans le Limousin sur le domaine du château du marquisat de Saint-Germain-Beaupré.
Enfin, selon une légende établie par Daniel-Louis Miorcec de Kerdanet, elle aurait passé son enfance en Bretagne. Puis, elle serait arrivée à Paris à l'âge de seize ans, où elle aurait été présentée en 1686 à Marie-Thérèse d'Autriche[Information douteuse] la nouvelle épouse de Louis XIV dans un costume breton qui aurait suscité l'admiration de toute la cour :

« [...] elle y fut présentée au comte de Murat, qui la demandait en mariage, dans le costume des villageoises bretonnes, dont elle parlait passablement la langue. La reine, curieuse de connaître cette mise, dont on lui avait beaucoup vanté l'originalité, voulut qu'elle parût de même à la cour ; ce qui, joint à la beauté et au mérite d'Henriette-Julie, lui valut quelque célébrité parmi les poètes du temps. »

Bien que les dates ne concordent guère, une présence continue en Bretagne est possible si ses mémoires romancées se révèlent proches de la vérité. En effet, Henriette-Julie raconte, lorsqu’elle était encore adolescente, ses premiers jeux de séduction avec un certain marquis de Blossac. S’agit-il de Jacques-Renaud de La Bourdonnaye, comte de Blossac, vivant dans le pays rennais au Château de Blossac ?

### La comtesse de Murat: une salonnière sulfureuse, licencieuse et prodigue entre Versailles et Paris
Contrairement à la légende, son mariage avec Nicolas de Murat, colonel d’un régiment d’infanterie du Roy, n'a donc pas eu lieu en 1686. En effet, en cette année, celui-ci épouse une de ses cousines issue d'une baronnie du Gévaudan, Marie de La Tour d'Apchier, mais devient veuf deux années plus tard.
Henriette-Julie de Castelnau n'épouse donc Nicolas de Murat, seigneur de Varillettes, comte de Gibertès, qu'en 1691, à l'âge de 21 ans.
Selon ses Mémoires romancés, ce mariage se déroula dans des circonstances rocambolesques.
Elle raconte qu’elle s’apprêtait à prendre le voile dans l’intention de faire revenir le marquis de Blossac, sur lequel elle avait tenté d’exercer son pouvoir de femme. Mais, au même moment, son « père », sans doute le nouveau compagnon de sa mère, lui annonça son mariage à un homme qu’il lui avait choisi, et pour cela la nécessité de la faire enlever. Croyant qu’il s’agissait d’une ruse galante de Blossac, elle accepta, mais au moment de l’enlèvement, trois hommes s’emparèrent d’elle. Il ne s’agissait en fait que d’une feinte de son « père » pour la remettre entre les mains de son mari qui se cachait parmi les trois hommes : Nicolas de Murat.
L'année après leur union, naît leur premier et seul fils, César de Murat. Mais rapidement, son mari se révèle être un homme dépravé et maltraitant si bien qu’Henriette-Julie se résout à le quitter :

« Nous prîmes, une de mes filles [une suivante] et moi, des habits de paysannes ; et nous mêlant parmi des ouvriers qui travaillaient au château, nous en sortîmes avec eux à l’entrée de la nuit. »

Sa réputation fut aussitôt compromise :

« Dès qu’une femme vit séparée de son mari, elle donne des armes contre elle, et on ne croit pas lui faire injure de soupçonner de sa conduite. »

Seule ou avec son fils, elle s’installe donc à Paris où elle mène une vie mondaine mouvementée et littéraire.
Henriette-Julie fréquente alors le salon de la marquise de Lambert, ouvert en 1692 et situé au centre de la capitale, rue de Richelieu. Là-bas, elle y côtoie la fine fleur du roman féminin de l'époque : Marie-Catherine d'Aulnoy qu'elle apprécie beaucoup, Catherine Bernard et sa cousine Charlotte-Rose de Caumont La Force.

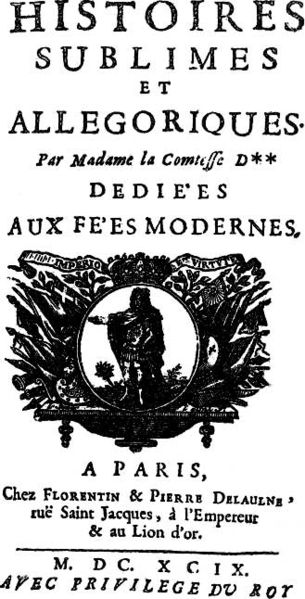
Page de garde des Histoires sublimes et allégoriques d’Henriette-Julie de Castelnau de Murat.

C'est dans cet univers mondain évoluant alors entre Paris et Versailles que va émerger la mode des contes de fées et Henriette-Julie, incitée par Marie-Catherine d'Aulnoy, va s'y essayer avec beaucoup de brio et de succès.
Elle publie alors tour à tour les Contes de fées et Les Nouveaux Contes de Fées en 1698, puis les Histoires sublimes et allégoriques et le Voyage de campagne en 1699.
Dans le même temps, la vie d’Henriette-Julie est un roman rocambolesque, marqué par des scandales de mœurs qui suscitent l’indignation à la cour : Louis XIV est un homophobe diligent. Les rapports du lieutenant général de police Marc-René de Voyer de Paulmy d'Argenson, rendus entre 1698 et 1702, explicitent ses pratiques impies : libertinage et lesbianisme. On peut par exemple lire dans celui du 24 février 1700 :

« Les crimes qu’on impute à Madame de Murat ne sont pas d’une qualité à pouvoir être aisément prouvés par la voie des informations, puisqu’il s’agit d’impiétés domestiques et d’un attachement monstrueux pour des personnes de son sexe. Cependant, je voudrais bien savoir ce qu’elle répondrait aux faits suivants : un portrait percé de plusieurs coups de couteaux, pour la jalousie d’une femme qu’elle aimait et qu’elle a quittée depuis quelques mois, pour s’attacher à Madame de Nantiat, autre femme du dernier dérèglement, moins connue par les amendes prononcées contre elle à cause du jeu, que par les désordres de ses mœurs. Cette femme logée chez elle est l’objet de ses adorations continuelles, en présence même de quelques valets et de quelques prêteurs sur gage. »

Outre le lesbianisme, est condamné le libertinage d’une femme compromettant une famille de la noblesse d’épée. Le rapport du 1er décembre 1701 insiste sur cet aspect des reproches :

« Je vous supplie de vouloir bien déterminer sa prison, et de trouver bon que je vous représente que cette femme indigne de son nom et de sa naissance appartient à des personnes de premier rang, et qu’elle est grosse de cinq mois. »

Devenue persona non grata à la cour, elle doit s’éloigner de Paris. Mais ruinée, ses difficultés financières lui firent perdre le marquisat de Castelnau qui fut vendu à Claude Forcadel en 1699. Sans domicile, la comtesse se rend donc en 1700 dans le Limousin, probablement chez son amante Madame de Nantiat.

### L'exil à Loches (1702-1709) pour dépravation des mœurs et lesbianisme
Initialement, une légende a fait croire que'Henriette-Julie aurait été exilée à Loches dès 1694 sur la sollicitation arbitraire de Madame de Maintenon qui l’accusait d’avoir coopéré à un libelle injurieux contre la cour de Louis XIV.
Quelle que soit son implication dans cette controverse, il semble que cet exil, sans doute exclusivement dû à son orientation sexuelle, jugée indigne de son statut, ne sera effectif que huit années plus tard. En effet, une lettre du Chancelier Louis Phélypeaux de Pontchartrain, datée du 19 avril 1702, annonce au Maréchal Louis-François de Boufflers, parrain de la comtesse, le laisse penser :

« Madame de Murat a été enfin arrêtée avec beaucoup de circonspection et de ménagement, et sera conduite au château de Loches. »

Même si elle est bien traitée et peut se promener dans l’enceinte du château, elle ne pense qu’à recouvrer la liberté. Elle envoie à Pontchartrain une fausse lettre de son mari demandant sa remise en liberté. Or, Nicolas de Murat, retiré dans ses fiefs à Saint-Flour, ne veut pas en entendre parler. La resquille n’ayant pas fonctionné, elle tente alors, selon un procès-verbal du 14 mars 1706, de s’évader mais échoue :

« On s’avise d’une cave, creusée dans l’église collégiale au-dessous du lieu où une relique insigne, la ceinture de la Vierge, est conservée. Au fond d’un coin sombre se tenait Madame de Murat, vêtue en homme, dans un accoutrement brun, avec chapeau et perruque, menaçante et une épée nue à la main. Saisie au bras, elle riposte par un coup d’épée manqué et mord au pouce celui qui la maîtrise. On la sort du trou frémissante de colère ; elle répond en s’emportant aux questions, qu’elle est prête à recommencer. »

En raison de sa conduite impertinente, elle est transférée en 1706 à la prison du château de Saumur, puis à celle du château d'Angers, en 1707. Puis, la même année, elle est ramenée à Loches où, bien que contrôlée, elle fréquente la bonne société. Finalement, en s’adressant au duc Philippe d’Orléans par l’intermédiaire de sa nouvelle maîtresse Marguerite Le Fèvre de Caumartin, marquise d’Argenson, elle obtient l’ordre de semi-liberté signé par le chancelier de Pontchartrain :
« À M. Barandin 15 mai 1709. Je vous envoie l’ordre pour la liberté de Madame de Murat à condition qu’elle se retirera en Limousin chez Mademoiselle Dampierre sa tante, et qu’elle ne sortira point d’auprès d’elle. » .

### Une fin de vie dans l'oubli

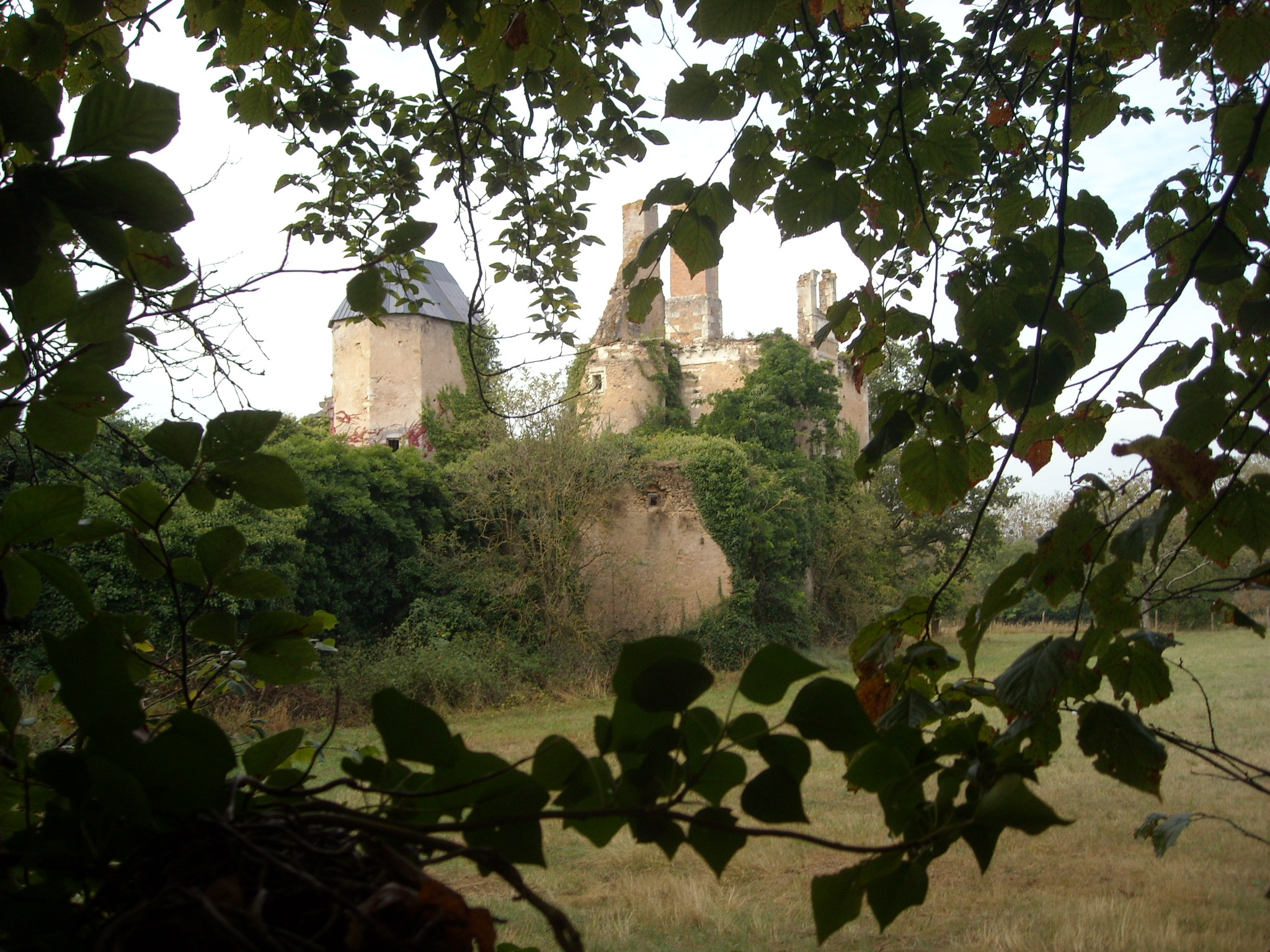
Le château de la Buzardière.

Les sept années de détention de la conteuse ont tari sa plume. Ce n’est que plus libérée qu’elle se remet à écrire, mais ses ouvrages ne connaissent qu'un succès d'estime : l’Histoire de la courtisane Rhodope est publié en 1708 et les Histoires galantes des habitants de Loches en 1709. Elle publiera son dernier ouvrage en 1710 : Les Lutins du château de Kernosy.
Souffrant de coliques néphrétiques, elle se fait oublier, même si le Philippe d’Orléans, devenu régent du royaume, lui rend son entière liberté.
Elle s’éteint peu après, le 29 septembre 1716 au château de la Buzardière.

## Regard sur sa production littéraire
Henriette-Julie de Castelnau de Murat est au cœur de la vogue des contes de fées littéraires qui émerge à la fin du XVIIe siècle, dans la lignée de précurseuses que sont Madeleine de Scudéry et Marie-Catherine de Villedieu. Toute l'élite intellectuelle des mondains se prend au jeu par un phénomène d'auto-émulation. Parmi eux figurent Marie-Jeanne L'Héritier de Villandon, Charlotte-Rose de Caumont La Force, Catherine Bernard, Catherine Durand, Jean de Préchac, Fénelon, la subversive Marie-Catherine d'Aulnoy et Charles Perrault, le plus célèbre de nos jours — lequel masque toute une production notamment d'autrices.

### Les sources de ses sujets

#### Un détachement certain de la matière folklorique
La matière folklorique, souvent très présente dans les contes même s'ils subissent diverses transformations afin de les adapter à un public salonnier, est peu abondante chez Madame de Murat. Seuls quatre contes : Le Roi Porc, Le Sauvage, Le Turbot et Le Père et ses quatre fils, se rattachent à la tradition des contes-types de la classification Aarne-Thompson et les éléments folkloriques prennent une place très secondaires. Il s'agit essentiellement de se référer à une tradition d'auteurs et de textes anciens, tels Les Nuits facétieuses (Piacevoli notti, 1555) de Giovanni Francesco Straparola ou Le Conte des contes ou Le Divertissement des petits enfants (Lo cunto de li cunti ovvero Lo trattenimiento de' peccerille, 1636) de Giambattista Basile, pour mieux s'en éloigner.
Ses autres contes sont tous de son invention.

#### Les récits merveilleux connus de la littérature
L'imagination de la Comtesse de Murat est stimulée par les références littéraires de son époque.
L'univers mythologique qui est invoqué dans tous les arts (peinture, sculpture, architecture, tragédies lyriques...) sous le règne de Louis XIV est une source évocatrice prégnante et certaines figures sont même parfois motrices du récit : le dieu Zéphyr, le fleuve Pactole...
L'univers médiéval et épique, inspiré du roman de chevalerie Amadis de Gaule (1508) de Garci Rodríguez de Montalvo dans la traduction renommée de Nicolas Herberay des Essarts ou des poèmes épiques tels Orlando Furioso [Roland Furieux] (1516) de Ludovico Ariosto ou de La Gerusalemme liberata [La Jérusalem délivrée] (1581) de Torquato Tasso, devient parfois le lieu même des affrontements des fées.
La grande postérité de L'Astrée (1627) d'Honoré d'Urfé et la vogue de la poésie pastorale, qui en a découlé pendant un demi-siècle, ont sans doute aussi infusé à Madame de Murat le goût des cadres agrestes irréels puisque souvent, des lieux champêtres sont appelés pour immortaliser un moment privilégié de solitude, de tranquillité, de mélancolie lors duquel les personnages rencontrent les fées. À ce registre pastoral très apprécié des mondains, le Comtesse de Murat y mêle un luxe, une galanterie et une féerie séducteurs pour le lecteur.

#### La tradition précieuse
On retrouve, dans les contes d'Henriette-Julie de Castelnau de Murat, les thèmes abordés et la démarche littéraire des œuvres centrales du mouvement tels les romans-fleuves Clélie, histoire romaine (1660) de Madeleine de Scudéry et La Princesse de Clèves de Madame de La Fayette, le roman épistolaire Le Portefeuille de Marie-Catherine de Villedieu ou les nouvelles historiques du type la Princesse de Montpensier de Madame de La Fayette. De fait, une large place est accordée par la conteuse à l'esprit, l'éloquence ou la faconde ainsi qu'au débat précieux sur la hiérarchie des valeurs.

#### L'actualité historique et scientifique
L'univers versaillais et ses jeux de lumière, ses glaces et miroirs, fascine la conteuse au point de le retrouver avec précision dans l'évocation des lieux des contes.
Louis XIV est même directement convoqué dans un passage hyperbolique traitant du destin de la France : « Les Merveilles du règne de Louis le Grand. »
De même, en matière scientifique, les allusions aux sciences occultes pour déchiffrer l'avenir et connaître le destin sont multiples. Dans L'Île de la Magnificence, Madame de Murat fait même la description d'un monde farfelu où les hommes se reproduisent par une méthode que l'on assimilerait au clonage aujourd'hui.

### Style et caractéristiques de ses textes

#### Complexité narrative
Madame de Murat entraîne souvent le lecteur dans des textes sophistiqués loin de la simplicité affichée des contes de Charles Perrault. D’assez longs passages descriptifs interrompent la narration et participent activement à l’immersion dans l’univers du merveilleux et l’idée d’exubérance. S’y ajoute aussi parfois des récits enchâssés à la manière des grands romans sentimentaux de l’époque. Jacques Barchilon va même jusqu’à parler de « surcharge magico-précieuse ».

#### Une manipulation des spécificités du genre du conte merveilleux
Raymonde Robert définit trois points essentiels dont la présence simultanée caractérise ce qu'elle nomme « l’écriture féerique » :
- « les assurances explicites de la réparation du méfait initial » ;
- « la mise en évidence du destin exemplaire du couple héroïque » qui répartit les personnages en deux catégories opposées ;
- « l’instauration d’un ordre féerique exclusif »[13].

Or, Henriette-Julie de Castelnau de Murat s'amuse, dans ses contes, à détourner, voire renverser les caractéristiques primaires du conte merveilleux.
Tout d'abord, tous ses contes ne respectent pas la structure classique du méfait et de sa réparation. Dans Le Père et ses quatre fils, le méfait n'est pas forcément celui que l'on croit puisque la libération de la princesse des griffes d'un dragon se révélera être un méfait plus grave encore : elle est livrée aux mains de son parâtre le roi. Plus audacieux encore, la réparation du méfait n'est pas toujours assurée comme dans Peine Perdue où le lecteur est sans cesse assuré, non de la réparation du méfait, mais de sa réalisation.
En sus, les personnages ne sont pas toujours clairement répartis entre héros, opposants et auxiliaires puisque certains peuvent évoluer au cours du récit comme dans Le Prince des Feuilles. De même, le couple héroïque peut parfois ne jouer qu'un rôle secondaire dans le conte ou voir son destin mis en balance jusqu'au dernier moment, celui-ci étant sauvé après moult hésitations.

#### L'amour, la fidélité et le mariage: facteurs d'unité de sa production
Le lecteur est frappé par l'abondance de réflexions sur l'amour parsemant le récit et s'en détachant : Qu'est-ce qui fait naître l'amour, le fait durer ou le fait éteindre ? Les contes deviennent alors les fragments d'un discours amoureux souvent pessimiste.
Grâce à l'utilisation du présent de vérité générale, d'articles ou de pronoms indéfinis, celles-ci sont formulés comme des maximes à la manière de François de La Rochefoucauld.

## Œuvre
Henriette-Julie de Castelnau de Murat est l'auteure de quatorze contes de fées achevés et d'au moins quatre romans,.

### Contes de fées
- Contes de fées (1697) :
  - Le Parfait Amour
  - Anguillette
  - Jeune et Belle
- Les Nouveaux Contes de fées (1698) :
  - Le Palais de la vengeance
  - Le Prince des feuilles
  - Le Bonheur des moineaux, conte en vers
  - L'Heureuse Peine
- Le Voyage de campagne (1699) :
  - Le Père et ses quatre fils
- Histoires sublimes et allégoriques (1699) :
  - Le Roi Porc
  - L'Île de la magnificence
  - Le Sauvage
  - Le Turbot
- Journal pour Mademoiselle de Menou (1708) :
  - L'Aigle au beau bec
  - La Fée princessePublié dans le recueil Nouveaux contes de fées (1718) sous le titre Le Buisson d'épines fleuries.
  - Peine perdue
  - L'Origine des hérissons
  - Un conte sans titre inachevé.

### Romans
- Le Dialogue des morts (1700).
- Histoire de la courtisane Rhodope (1708).
- Histoire galantes des habitants de Loches (1709).
- Les Lutins du château de Kernosy (1710).

### Mémoires
- Mémoires de Madame la comtesse de M*** (1697)
- Mémoires de Mme la Ctesse D*** avant sa retraite, servant de réponse aux Mémoires de M. St-Évremont (1698)

## Œuvres en ligne
- Contes de fées, Paris, C. Barbin, 1698.
- Histoires sublimes et allégoriques, Paris, J. et P. Delaulne, 1699
- Les lutins du château de Kermosy, Amsterdam ; Paris, [s.n.], 1788
- Le voyage de campagne, Amsterdam ; Paris, [s.n.], 1788
- Les nouveaux contes des fées, Paris, Vve Ricœur, 1710
- Mémoires de Madame la comtesse de M***, 2 vols. Paris, C. Barbin, 1697
- Mémoires de Mme la Ctesse D*** avant sa retraite, servant de réponse aux Mémoires de M. St-Évremont, Amsterdam, J.-L. de L’Orme, 1698

## Édition critique
- Madame de Murat, Contes : édition critique établie par Geneviève Patard, Paris, Honoré Champion, coll. « Bibliothèque des Génies et des Fées 3 », 2006, 478 p. (ISBN 978-2-7453-1302-7, lire en ligne).
- Madame de Murat, Contes de fées queer : édition critique établie par Sylvie Robic, Paris, Rivage poche, coll. « Petite bibliothèque », 2024, 158 p. (ISBN 9782743661786).